# جاك ريمي (مخرج)
جاك ريمي (بالفرنسية: Jacques Rémy)‏ هو كاتب سيناريو ومخرج فرنسي، ولد في 21 يونيو 1911 في القسطنطينية في الإمبراطورية البيزنطية، وتوفي في 1 ديسمبر 1981 في باريس في فرنسا.

## وصلات خارجية
- جاك ريمي على موقع IMDb (الإنجليزية)
- جاك ريمي على موقع ألو سيني (الفرنسية)
- جاك ريمي على موقع أول موفي (الإنجليزية)
- جاك ريمي على موقع قاعدة بيانات الأفلام السويدية (السويدية)
- جاك ريمي على موقع قاعدة بيانات الفيلم (الإنجليزية)
- جاك ريمي على موقع كينوبويسك (الروسية)